# Ізівка
І́зівка — річка в Україні, в межах Володимирського району Волинської області. Права притока Західного Бугу (басейн Балтійського моря).

## Опис
Довжина становить 18 км, площа басейну — 59 км². Річище слабозвивисте, частково каналізоване й випрямлене.

## Розташування
Ізівка бере початок на південний захід від села Рогожани. Тече спершу серед пологих пагорбів Надбузької височини на схід/північний схід, потім круто повертає на північний захід, а в пониззі знову круто повертає — на схід/північний схід (утворюючи в плані перевернуту літеру Z). Впадає до Західного Бугу на північ від села Ізова.